# Скейтборд

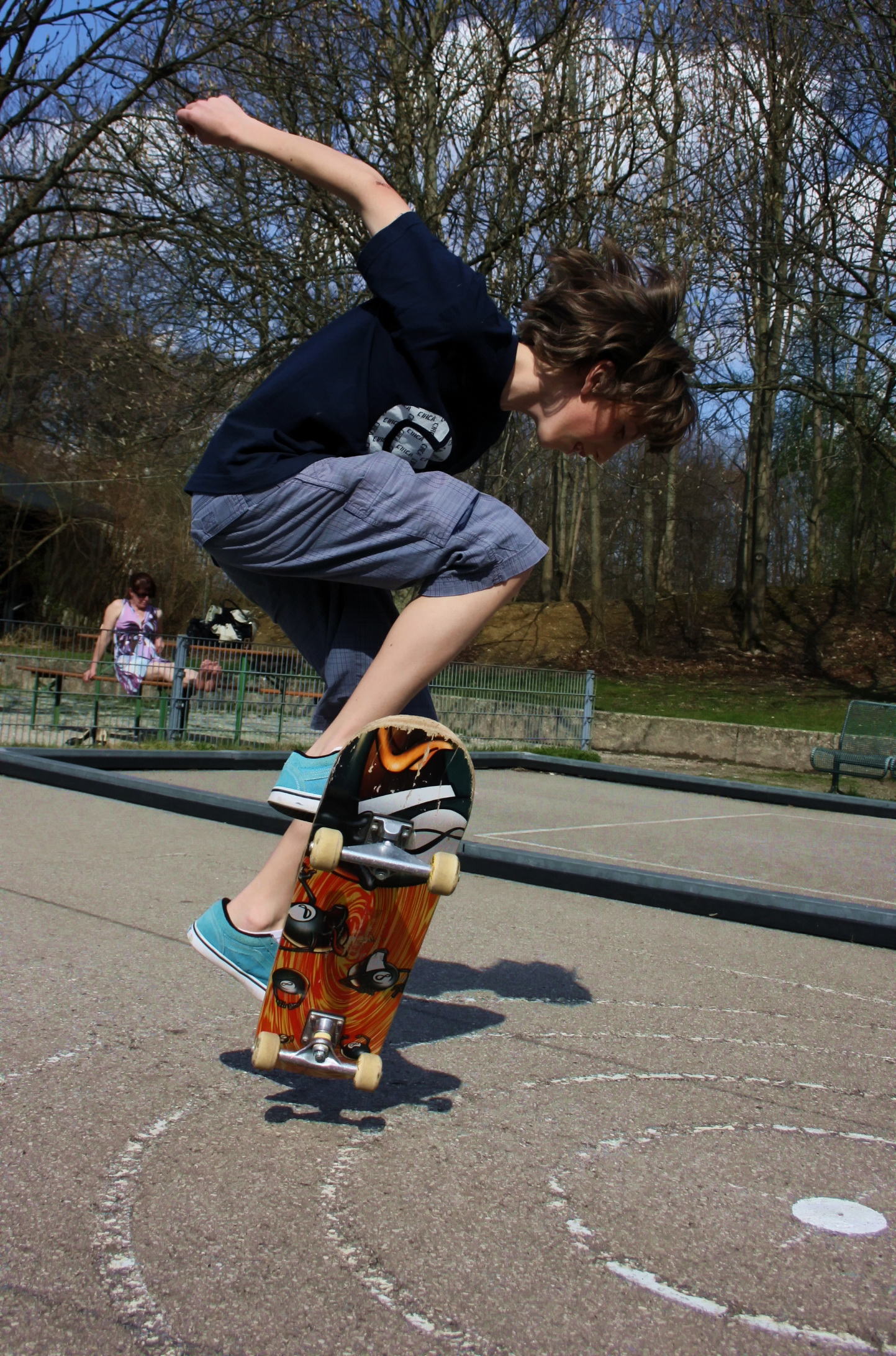

Скейтбо́рд (англ. skateboard, від to skate — «ковзатися» і board — «дошка», за зразком surfboard; скорочено — скейт) — дошка на чотирьох колесах для скейтбордингу — ковзання на дошці. Має спеціальну конструкцію підвіски коліс, що забезпечує при маневруванні поворот в ту чи іншу сторону.
Щоб їхати на скейтборді треба відштовхуватися однією ногою від землі, в той час як інша стоїть на дошці.
Є два основні види скейтбордів — «довгий скейтборд» та «короткий». Довгі скейтборди швидші і тому використовуються для довгих поїздок, а короткі використовуються для трюків.

## Історія
Історія дощок на роликах почалася в 1950-х роках у Каліфорнії, перші скейтборди виготовляли прикріплюючи до дошки роликові ковзани. Зростанню популярності скейтбордингу сприяло і захоплення серфінгом, первісно його навіть називали «тротуарним серфінгом» (sidewalk surfing). Скейтбординг, отриманий у популярності через серфінг: насправді, скейтборд спочатку називався "тротуарним серфінгом". Спочатку скейтборди були ручної роботи з дерев'яних ящиків та дощок окремих осіб. Компанії почали виробляти скейтборди в 1959 році, оскільки спорт став більш популярним.
Повідомляється, що змагання зі скейтбордингу пройдуть на Олімпійських іграх 2020 в Токіо.

## Їзда
Regular — так називають вид стійки, коли штовхаюча нога — права, а опорна - ліва. При звичайній їзді вперед ліва нога стоїть ближче до носа деки.
Goofy — так називають вид стійки, коли штовхаюча нога — ліва, а опорна - права. Права нога стоїть ближче до носа при звичайній їзді.
Mongo — цей вид стійки може ділитися на Goofy і Regular. Але, нога, яка відштовхується, ставиться ближче до носа деки, а опорна — стоїть на тейлі.
Switchstance — часто цю стійку називають просто Switch, тобто стійка навпаки. Легше сказати: коли Regular робить трюк в Goofy, а Goofy — навпаки.

## Трюки
Трюки діляться на декілька основних категорій:
- Фліпи — різні типи обертань дошки у повітрі під ногами у скейтера (наприклад 360 flip (срі сіксті фліп) чи kickflip (кікфліп)
- Слайди та грайнди — ковзання частинами деки чи підвісками відповідно по граням чи перилам. Наприклад boardslide (бордслайд) чи croocked grind (крукт грайнд).
- Греби — захвати дошки рукою у повітрі. Наприклад indy grab (інді греб) чи nosegrab (ноусгреб).